# Alessandro Sforza di Santa Fiora
Alessandro Sforza (1534-1581) foi um bispo e cardeal católico romano.

## Biografia
Membro da Casa de Sforza, Alessandro Sforza nasceu em Roma em 1534, filho de Bosio II Sforza, conde de Santa Fiora e Cotignola, e sua esposa Costanza Farnese, que era filha natural e legitimada do Papa Paulo III. Seu irmão Guido Ascanio Sforza di Santa Fiora também se tornou um cardeal; era tio do Cardeal Francesco Sforza.
Ganhou o título académico de magister. No início da carreira eclesiástica, tornou-se capelão papal e se tornou um scriptor de cartas apostólicas. Em 12 de janeiro de 1554, se tornou clérigo da Câmara Apostólica e tornou-se cônego da Basílica de São Pedro em 18 de abril de 1554. Esteve envolvido num escândalo menor após transportar embarcações francesas de Civitavecchia para Gaeta, o que fez Papa Paulo IV exonerá-lo de suas incumbências e benefícios. Após os navios retornarem e alguns cardiais intervirem, o papa restaurou-o em seus antigos ofícios em 8 de outubro de 1557.
Em 26 de abril de 1560, foi eleito bispo de Parma. Foi nomeado praefectus annonae em 1 de julho de 1560. Entre 1562-1563, foi um dos participantes no Concílio de Trento.
O Papa Pio IV fez dele cardeal-presbítero no consistório de 12 de março de 1565. Recebeu o chapéu vermelho e o titulus de Santa Maria in Via Lata em 15 de maio de 1565. Participou do conclave papal de 1565-1566 que elegeu o Papa Pio V. Juntamente com os cardeais Giovanni Ricci de Montepulciano, Giovanni Francesco Commendone, e Marcantonio Bobba, foi nomeado pelo Papa Pio V inspetor de rios, portos e vias públicas de Roma. Em 5 de janeiro de 1570, o papa nomeou-o legado papal a latere de Bolonha e Romanha.
Participou no conclave papal de 1572 que elegeu o Papa Gregório XIII. O novo papa nomeou-o arcebispo da Basílica di Santa Maria Maggiore; durante o jubileu de 1575, abriu a porta santa de lá Gregório XIII também o fez cardeal protetor da Espanha. Algum tempo antes de 30 de março de 1573, renunciou ao governo da diocese de Parma. Foi nomeado Prefeito da Signatura Apostólica em 12 de janeiro de 1575. Em 11 de julho de 1580, foi nomeado legado papal aos Estados Pontifícios (além do legado restante de Bolonha), encarregado de eliminar o banditismo. 
Faleceu subitamente em Macerata em 16 de maio de 1581 e foi sepultado na capela da família Sforza, na Basílica di Santa Maria Maggiore. 